# Sir Lucan
Sir Lucan ist eine Sagenfigur aus der Artussage und dem Artusroman.

## Hintergrund
Sir Lucan ist ein Sohn des Herzogs Corneus und mütterlicherseits der Halbbruder von Sir Bedivere und der Cousin von Sir Griflet. Im Le Morte Darthur von Thomas Malory übernimmt er das Amt des königlichen Butlers, auch Kellermeister am Hofe von König Artus. Er zählt zu den Rittern der Tafelrunde und hat als Mundschenk eines der wichtigsten Hofämter inne. In den Kämpfen von König Artus um die Herrschaft in Britannien zählt er mit seinen Verwandten zu dessen ersten Mitstreitern. So verteidigt er tapfer in der Schlacht von Bedegraine dessen Recht auf den Thron. Obwohl er Abenteuer sucht, kommt er nie in den Vordergrund der Artus-Geschichten. Er nimmt an königlichen Turnieren teil, wobei er einmal von Sir Tristram so schwer verletzt wird, dass Sir Yvain ihn in eine Abtei bringen muss, damit er dort gesund gepflegt wird. Auch später bleibt er ein treuer Gefolgsmann und kämpft in der verhängnisvollen Schlacht von Camlann an der Seite des Königs. Sir Lucan stirbt beim Versuch, den ebenfalls schwer verletzten Artus zu retten.